# Le Terrible (contre-torpilleur)
Pour les autres navires du même nom, voir Le Terrible.
Le Terrible  est l'un des six contre-torpilleurs de la Marine nationale française de la classe Le Fantasque ayant été construits au milieu des années 1930.

## Historique
Premier des six contre-torpilleurs à être achevé, il a été particulièrement brillants lors des essais en battant tous les records de vitesse sur mer pour les bâtiments de sa catégorie et de catégories plus fortes. Sur la base d'essais des Glénans, il réalisa en effet une vitesse de 45,029 nœuds lors d'un essai au déplacement Washington le 30 janvier 1935. (Achevé le premier, ses lignes d'arbres n'étant pas approvisionnées, il a reçu les lignes d'arbres de rechange d'une unité de la classe "Vauquelin". Il semble qu'elles étaient mieux dessinées d'où une vitesse plus élevée que celles de ses 5 sister-ships),.
En 1936, il forme avec ses sister-ships Le Fantasque et L’Audacieux la 10e division légère (DL), division de la 2e escadre légère basée à Brest. Comme toutes les DL équipées de contre-torpilleurs, la 10e DL devient le 12 avril 1937 la 10e DCT, toujours basée à Brest.
Lorsque la guerre éclate le 3 septembre 1939, la 10e DCT est intégrée dans la Force de Raid qui regroupe les navires les plus modernes de la marine. Le 25 octobre 1939, parti de Dakar pour patrouiller dans l'Atlantique, il repère un cargo naviguant tous feux éteints, identifie un navire allemand, le cargo Santa Fé. À l'approche de l'équipe de prise, le cargo est sabordé par son équipage, mais les marins français parviennent à interrompre le sabordage. Capturé, le navire sera ramené à Dakar sous escorte du croiseur Dupleix et du contre-torpilleur Le Fantasque.
Le 3 juillet 1940, il se trouve à Mers el-Kébir. Lorsque la Force H britannique commence à tirer sur les cuirassés français, Le Terrible franchit la passe avec quatre bâtiments légers, engageant sans résultats les destroyers anglais. La mission est d'engager les grands navires anglais à la torpille, mais il est rappelé pour escorter le cuirassé Strasbourg qui a réussi à s'échapper du piège. Le groupe naval ainsi constitué fait route vers Toulon essuyant une attaque aérienne anglaise qui fait 3 blessés à bord du Terrible. Toulon est atteint dans la soirée du 4 juillet.
Le Terrible ne fait pas partie de la Force Y, étant en carénage. L'Audacieux de la 8e D.C.T. qui le remplace, sera mis hors de combat à la bataille de Dakar en septembre 1940. 
En 1941, il rallie Dakar et retrouve la 10e D.C.T. (force "X"), qui, après des accords signés le 30 mai 1943, bascule dans le camp allié

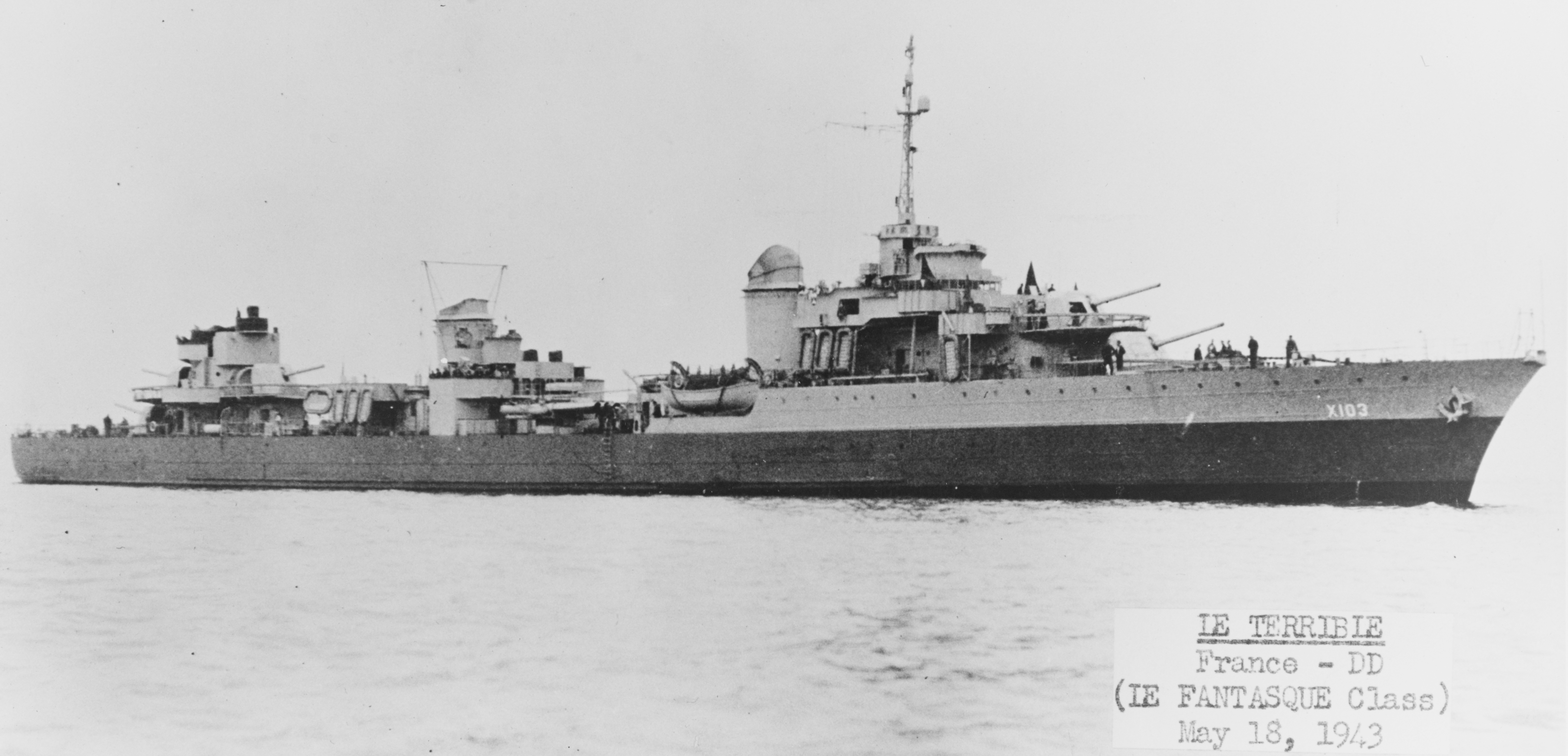
Le Terrible après sa modernisation aux États-Unis le 18 mai 1943.

En 1943, il séjourne pendant trois mois à Boston (États-Unis), où lui sont installés les derniers perfectionnements.
Les travaux portent notamment sur la mise en place d'un radar de veille aérienne, d'un radar de navigation, d'une cloche asdic rétractable. Sa DCA d'origine française est remplacée par 8 canons Bofors de 40 mm et 10 canons Oerlikons de 20 mm. 4 mortiers Thornycroft lance-grenades ASM sont installés sur sa plage arrière. La plateforme triple de tubes lance-torpilles arrière est débarquée. Une boucle démagnétisante ceinture sa coque et ses moyens de transmissions sont renforcés. L'installation des radars nécessitèrent la transformation du mât avant. La capacité de ses soutes à mazout fut également augmentée. Les modifications s'achèvent le 13 mai 1943. À son retour en Méditerranée, pour se conformer aux standards alliés, il est reclassé croiseur léger.
Revenu en Afrique du Nord en juillet 1943, il participe le 9 septembre 1943 à l'opération Avalanche (débarquement allié sur la côte italienne à Salerne), effectuant des tirs d'appui feu et engageant des bombardiers allemands. Dans la nuit du 13 au 14 septembre, il débarque 250 hommes du 1er bataillon de choc à Ajaccio. Ce sont les renforts destinés à appuyer les résistants ayant pris les armes. Une grave avarie de turbine limite la vitesse à 28 nœuds. Le bâtiment est réparé après un retour à Alger avec des pièces récupérées sur l'épave de L'Audacieux. Ces différentes opérations ont valu au Terrible quatre citations  et le droit au port de la fourragère aux couleurs de la croix de guerre avec étoile de vermeil. 
Reclassé croiseur léger début 1944, la 10e D.C.T. devenant la 10e Division de Croiseurs Légers, il effectue des raids en profondeur en mer Adriatique pour interrompre les liaisons entre l'Italie et la Yougoslavie. Ce sont des "sweeps" à grande vitesse (30 nœuds) de nuit, missions pour lesquelles il avait été conçu, comme la recherche et destruction des convois ennemis. Le 29 février 1944 à 21 h 35, lors d'un raid à hauteur des îles Dalmates en compagnie du Malin, l'escadre engage, dans la bataille d'Ist,  une flottille ennemie au canon et à la torpille. Le cargo Kapitän Diedrichsen et la corvette UJ 201 sont coulés, le torpilleur TA 37 est gravement avarié et la corvette UJ 206 ainsi que le torpilleur TA 36 parviennent à se retirer, plus ou moins endommagés. Dans la nuit du 18 au 19 mars 1944, avec Le Fantasque, il intercepte au large des côtes dalmates un convoi allemand transportant du matériel de guerre vers la Grèce. Ce convoi est composé du chaland SF 124 du remorqueur Titanic et de trois escorteurs SF 270, SF 273 et SF 274. Lors d'un combat de nuit, les SF 273 et SF 274 sont incendiés et coulés. Le SF 124 et le SF 270 sont abandonnés par leurs équipages puis coulés le lendemain par l'aviation alliée. Le seul survivant fut le remorqueur qui parvient à rallier le port de Kyparissia. Le 15 août 1944, Le Terrible participe avec les autres bâtiments de la 10e DCL au débarquement en Provence, au cours duquel il effectue des tirs contre les troupes allemandes.
Le 25 décembre 1944, sur le trajet entre Naples et Toulon, lors d'une manœuvre par gros temps, il est abordé par Le Malin à bâbord. Le contre-torpilleur subit de très gros dégâts : sa coque est enfoncée sur 30 mètres avec quatre brèches, sa cheminée arrière est arrachée, sa pièce de 130 mm n° 3 est hors service, son arbre d'hélice, son hélice et son canon double Bofors de 40 mm bâbord ont disparu. L'accident provoque 8 morts et 3 blessés. Le Terrible parvient cependant à regagner Naples le lendemain par ses propres moyens. Réparé sur place, il restera indisponible jusqu'au début de 1945.
En mars 1949, il est placé en réserve à Bizerte. Au début de 1951, il est reclassé "escorteur d'escadre" selon la normalisation de l'OTAN. Son indicatif visuel est D 611. Il est cependant réarmé en mai 1952 afin de servir d'escorteur aux porte-avions La Fayette, Bois Belleau et Arromanches vers l'Indochine. Mission qu'il effectuera jusqu'en avril 1953.
En décembre 1956, il est placé en réserve B à Brest, puis est utilisé pour l'instruction des élèves ingénieurs mécaniciens à l'école navale de Lanvéoc du 1er décembre 1956 au 31 janvier 1962. Rayé des listes en juin 1962, il est vendu pour démolition à Brest l'année suivante (n° de coque Q324).